# نيكولاس بريندون
نيكولاس بريندون (بالإنجليزية: Nicholas Brendon)‏ مواليد 12 أبريل 1971 في لوس أنجلوس، هو ممثل أمريكي بدأ مسيرته الفنية عام 1993.

## الأعمال
- متزوج ولدي أطفال
- بافي قاتلة مصاصي الدماء
- التنين الأمريكي: جيك لونغ
- عقول إجرامية
- دون أثر
- هوليوود هايتس

## وصلات خارجية
- نيكولاس بريندون على موقع IMDb (الإنجليزية)
- نيكولاس بريندون على موقع ألو سيني (الفرنسية)
- نيكولاس بريندون على موقع ميوزك برينز (الإنجليزية)
- نيكولاس بريندون على موقع أول موفي (الإنجليزية)
- نيكولاس بريندون على موقع إن إن دي بي (الإنجليزية)
- نيكولاس بريندون على موقع ديسكوغز (الإنجليزية)
- نيكولاس بريندون على موقع قاعدة بيانات الفيلم (الإنجليزية)
- نيكولاس بريندون على موقع كينوبويسك (الروسية)